# Touit batavicus
O Tuim-de-cauda-violeta (Touit batavicus) é uma espécie de ave da família Psittacidae.
Pode ser encontrada nos seguintes países: Colômbia, Guiana Francesa, Guiana, Suriname, Trinidad e Tobago e Venezuela.
Os seus habitats naturais são: florestas subtropicais ou tropicais húmidas de baixa altitude e regiões subtropicais ou tropicais húmidas de alta altitude.